# 釜山新港站
釜山新港站（：／ Busansinhang yeok */?），旧称綠山站，是位于韩国釜山江西区的一座鐵路站，属于釜山新港线。

## 历史
- 2010年11月30日 - 落成使用[1]。

## 相鄰車站
韓國鐵道公社
釜山新港線
長有－釜山新港－北鐵送場/南鐵送場